# Gudrun Pawelke
Gudrun Pawelke (* 1969 in Mainz) ist eine deutsche Gestalterin, Kulturkommunikateurin und Autorin. Sie lebt und arbeitet in Berlin.

## Beruflicher Werdegang
Gudrun Pawelke studierte Visuelle Kommunikation an der Gesamthochschule Kassel (1989–1991) und an der Staatlichen Hochschule für Gestaltung Karlsruhe (1991–1994) im Zentrum für Kunst und Medientechnologie in Karlsruhe sowie Philosophie und Ästhetik bei Peter Sloterdijk. Sie machte ihren Abschluss bei Gunter Rambow und Kurt Weidemann. 1992 war sie Künstlerische Beraterin für den Deutschen Tag der Expo Sevilla. Seit 2002 unterrichtet sie unter anderem an der Universität Essen, wo sie das Forschungsprojekt »BalanceAkt« leitete. Seit 2012 unterrichtet sie an der Miami Ad School Berlin. Sie schreibt für Fachmagazine und hält regelmäßig Vorträge und Workshops im In- und Ausland.
Pawelke arbeitet freischaffend für Theater, Verlage und Institutionen aus dem Kunst- und Bildungsbereich: u. a. Deutsches Schauspielhaus Hamburg, Bundesministerium des Innern, Hamburger Abendblatt, Audi AG, ARD, Junge Akademie, Berliner Theatertreffen 2012. Außerdem entwickelt und gestaltet sie Buchkonzepte für Verlage wie die Büchergilde Gutenberg, Hanser Verlag, Hatje Cantz, Bertelsmann Offizin oder den Manesse Verlag.

## Auszeichnungen
- Henry-de-Toulouse-Lautrec-Medaille in Gold der Triennale des Plakatmuseum Essen 1993: für die Plakatserie »Übergriff«
- Bronzemedaille Schönste Bücher aus aller Welt Buchmesse Leipzig 1994 für das Buch »Übergriff«
- red dot design award 2000: communication design »for high design quality« für »Augenreise – ein Fototagebuch«
- »award for typografic excellence« 2000 Type Directors Club of New York für »Augenreise – ein Fototagebuch«

## Mitgliedschaften
- seit 1996 Mitglied des Type Directors Club of New York
- 2020 ausgezeichnet mit dem Life Membership des Type Directors Club of New York

## Ausstellungen
- 1992 Kunstmuseum Breda, Niederlande, Plakate der Klasse Rambow
- 1993 Die 100 besten Plakate des Jahres, Berlin
- 1994 Plakatbiennale Brünn, Tschechien
- 1996 Plakatbiennale Brünn, Tschechien

## Veröffentlichungen
- form Heft 143, III/1993, Titelblatt, Kommentare und Auszüge aus dem Projekt »Übergriff« auf den Seiten 38–57
- Übergriff. Ein Buchprojekt von Studenten der HfG Karlsruhe unter Leitung von Gunter Rambow. FSB-Edition, Köln 1993, ISBN 3-88375-179-0
- Rainer Pawelke, Gudrun Pawelke: Schwarzes Theater aus der Traumfabrik. Hugendubel, München 1995, ISBN 3-88034-810-3.
- Rambow-Studenten, 5 Jahre Grafik-Design an der Staatlichen Hochschule für Gestaltung Karlsruhe. Cantz, Ostfildern 1997, ISBN 3-89322-345-2.
- (Hrsg.) Das Kleine Buch vom Frühling. Geschichten und Gedichte zum Aufblühen. Audi Edition, 2001.
- Thomas Ebers, Markus Melchers, Gudrun Pawelke: WissensWelten Philosophie. Carl Hanser Verlag, 2008, ISBN 978-3-446-23088-0[10].